# Bitva u Agrigenta
Bitva u Agrigenta (262 př. n. l. až 261 př. n. l.) byla první z velkých bitev první punské války mezi Kartágem a Římem.

## Pozadí bitvy
Agrigentum patřilo k hlavním kartaginským opěrným bodům na Sicílii. Poté, co první srážka s Římany v bitvě u Messany skončila porážkou, soustředili v něm Kartaginci své zásoby a vojsko pro další akce proti Římanům. Hannibalovo vojsko ve městě čítalo na padesát tisíc mužů, především žoldnéřů. Toto dění samozřejmě nezůstalo římským vojevůdcům utajeno, proto se rozhodli ihned zaútočit, než budou Kartaginci připraveni. Konzulové Lucius Postumius a Quintus Mamilius spěšně přitáhli k Agrigentu, utábořili se od něj ve vzdálenosti osmi stadií (asi 1 km) a uzavřeli Kartagince ve městě. Jelikož vrcholila doba sklizně, římští vojáci, povzbuzeni předchozími úspěchy, bezstarostně sháněli píci a připravovali se na obléhání města.

## Průběh bitvy
Nepořádku v římských řadách si povšiml kartaginský velitel Hannibal Gisco. Pokusil se jej využít a neočekávaně učinil výpad z města na pícující Římany. Těm se však podařilo zavčas zformovat a zahnat Kartagince zpět.
Římští velitelé následně rozdělili své vojsko na dvě části a každý se utábořil na opačně straně města. Mezi tábory vybudovali dvojitou linii příkopů a palisád, aby, co nejneproniknutelněji obklíčili Agrigentum a nikdo se nedostal ani ven ani dovnitř. Římané nevlastnili žádné obléhací stroje, doufali, že obránce vyhladoví, a proto se veškeré boje omezovaly na ostřelování a občasné drobné šarvátky. S tím, jak se obléhání protahovalo, docházely Kartagincům potraviny a situace se pro něj stávala stále obtížnější. Hannibal neustále vysílal domácí vládě do Kartága posly s prosbami o posily, až mu bylo vyhověno a z Kartága bylo na pomoc vysláno druhé vojsko v čele s Hannonem.
Hannonova armáda se vylodila v Herakleji a její první akcí bylo dobytí Herbesu. Herbesus bylo nedaleké město, kde Římané shromažďovali zásoby a odkud zásobovali oba tábory. V tuto chvíli zachránil Římany syrakuský samovládce Hieron. S jeho pomocí se Římanům podařilo zajistit alespoň základní zásobování. Nedostatek potravin se však začal brzy projevovat a mezi Římany vypukaly epidemie nemocí.
Hanno se této situace pokusil využít a na zoufalé volání vyhladovělého Hannibala přitáhl se svým vojskem a padesáti slony k Agrigentu, aby se s Římany srazil a vyprostil tak Hannibala z obležení. V bitvě byl však poražen. Římanům se po tuhých bojích podařilo prolomit přední řady kartaginského vojska a obrátit jej na útěk. Římané se pak zmocnili kartaginského tábora a údajně i některých Hannonových slonů. Přesto nebylo jejich vítězství úplné, protože Hannibalovi se mezitím podařilo uprchnout s celým vojskem z Agrigenta.

## Důsledky bitvy
Následujícího dne Římané vtáhli do opuštěného města, vydrancovali jej a přeživší obyvatele prodali do otroctví. V důsledku bitvy přešla na římskou stranu řada vnitrozemských sicilských měst.